# 이슬기 (가수)
이슬기는 대한민국의 가수, 작곡가다. 2021년 싱글 《Amazing Grace》로 데뷔했다.

## 방송
- 가스펠스타C 3 (2013) - Top10

## 음반
- 가스펠스타C 시즌3 (2013)
- Amazing Grace (2021)
- 신자되기 원합니다 (2021)